# TF-IDF
TF-IDF (от англ. TF — term frequency, IDF — inverse document frequency) — статистическая мера, используемая для оценки важности слова в контексте документа, являющегося частью коллекции документов или корпуса. Вес некоторого слова пропорционален частоте употребления этого слова в документе и обратно пропорционален частоте употребления слова во всех документах коллекции.
Мера TF-IDF часто используется в задачах анализа текстов и информационного поиска, например, как один из критериев релевантности документа поисковому запросу, при расчёте меры близости документов при кластеризации.

## Структура формулы
TF (term frequency — частота слова) — отношение числа вхождений некоторого слова к общему числу слов документа. Таким образом, оценивается важность слова {\displaystyle t_{i}} в пределах отдельного документа.
{\displaystyle \mathrm {tf} (t,d)={\frac {n_{t}}{\sum _{k}n_{k}}}} ,
где {\displaystyle n_{t}} есть число вхождений слова {\displaystyle t} в документ, а в знаменателе — общее число слов в данном документе.
IDF (inverse document frequency — обратная частота документа) — инверсия частоты, с которой некоторое слово встречается в документах коллекции. Основоположником данной концепции является Карен Спарк Джонс. Учёт IDF уменьшает вес широкоупотребительных слов. Для каждого уникального слова в пределах конкретной коллекции документов существует только одно значение IDF.
{\displaystyle \mathrm {idf} (t,D)=\log {\frac {|D|}{|\{\,d_{i}\in D\mid t\in d_{i}\,\}|}}} ,
где
- |D| — число документов в коллекции;
- {\displaystyle |\{\,d_{i}\in D\mid t\in d_{i}\,\}|} — число документов из коллекции {\displaystyle D}, в которых встречается {\displaystyle t} (когда {\displaystyle n_{t}\neq 0}).

Выбор основания логарифма в формуле не имеет значения, поскольку изменение основания приводит к изменению веса каждого слова на постоянный множитель, что не влияет на соотношение весов.
Таким образом, мера TF-IDF является произведением двух сомножителей:
{\displaystyle \operatorname {tf-idf} (t,d,D)=\operatorname {tf} (t,d)\times \operatorname {idf} (t,D)}
Большой вес в TF-IDF получат слова с высокой частотой в пределах конкретного документа и с низкой частотой употреблений в других документах.

## Числовое применение
Существуют различные формулы, основанные на методе TF-IDF. Они отличаются коэффициентами, нормировками, использованием логарифмированных шкал. 
Одной из наиболее популярных формул является формула BM25.

## Пример
Если документ содержит 100 слов, и слово «заяц» встречается в нём 3 раза, то частота слова (TF) для слова «заяц» в документе будет 0,03 (3/100). Вычислим IDF как десятичный логарифм отношения количества всех документов к количеству документов, содержащих слово «заяц». Таким образом, если «заяц» содержится в 1000 документах из 10 000 000 документов, то IDF будет равной: log(10 000 000/1000) = 4. Для расчета окончательного значения веса слова необходимо TF умножить на IDF. В данном примере, TF-IDF вес для слова «заяц» в выбранном документе будет равен: 0,03 × 4 = 0,12.

## Применение в модели векторного пространства
Мера TF-IDF часто использует для представления документов коллекции в виде числовых векторов, отражающих важность использования каждого слова из некоторого набора слов (количество слов набора определяет размерность вектора) в каждом документе. Подобная модель называется векторной моделью и даёт возможность сравнивать тексты, сравнивая представляющие их векторы в какой-либо метрике (евклидово расстояние, косинусная мера, манхэттенское расстояние, расстояние Чебышёва и др.), то есть производя кластерный анализ.